# Nút (khoa học máy tính)
Nút (tiếng Anh: node) là một đơn vị cơ bản của cấu trúc dữ liệu, ví dụ như danh sách liên kết (linked list) hay cây (tree). Các nút chứa dữ liệu và cũng có thể chứa liên kết tới các nút khác. Liên kết giữa các nút thường được hiện thực bằng con trỏ.

Trong lý thuyết đồ thị, hình ảnh cung cấp một cái nhìn đơn giản hóa về mạng lưới, trong đó mỗi con số đại diện cho một nút khác nhau.

## Nút và cây

Một cây nhị phân đơn giản có kích thước 9 và chiều cao 3, với nút gốc có giá trị là 2. Cây trên không cân bằng và không sắp xếp được.